# 国防生 (电视剧)
《中国国防生》是2009年拍摄的一部电视剧，由段连民导演。是中宣部、教育部和共青团中央推荐给全国青少年的23部电视剧之一。2011年首播后并未引起巨大反响。在2013年7月24日更名为《国防生》于青海卫视上星播放并后才引起热议。随后央视电视剧频道也开始播出。

## 剧情
该剧主要讲述了一批国防生在学校的经历。

## 其他
2011年播出后未获反响，三年后才在青海卫视热播。导演在接受采访时表示愿意拍摄续集。